# Strussiw
Strussiw (ukrainisch Струсів; russisch Струсов/Strussow, polnisch Strusów) ist ein Dorf im Rajon Terebowlja der Oblast Ternopil im Westen der Ukraine etwa 9 Kilometer nordwestlich der Rajonshauptstadt Terebowlja und 23 Kilometer südlich der Oblasthauptstadt Ternopil am Fluss Seret gelegen. Zur gleichnamigen Landratsgemeinde zählen auch die Dörfer Warwarynzi (Варваринці), Bernadiwka (Бернадівка) und Naluschschja (Налужжя).

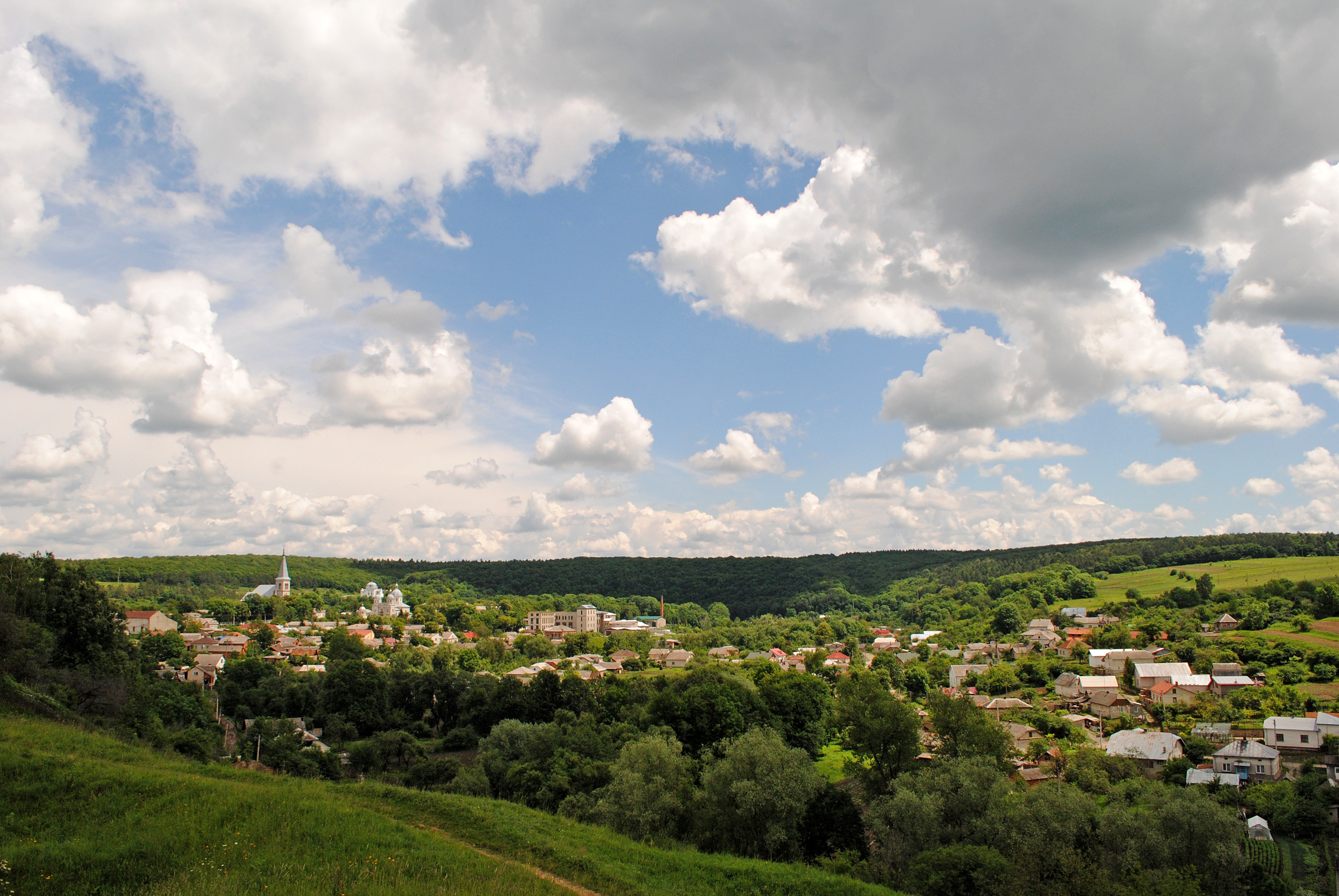
Panoramablick auf den Ort

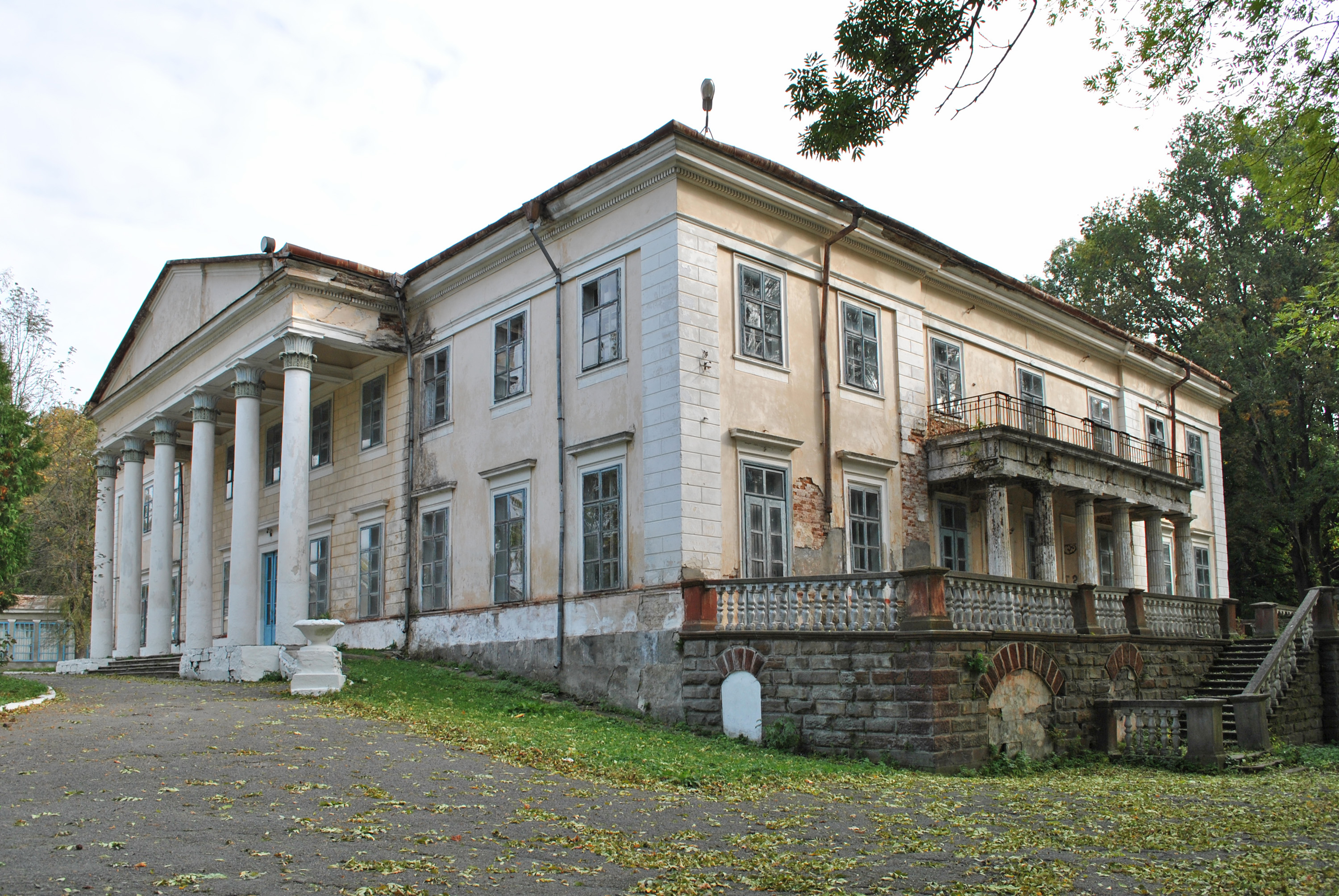
Schloss

## Geschichte
Der Ort wurde 1434 zum ersten Mal schriftlich als Podbohorodyczsze erwähnt und lag zunächst in der Woiwodschaft Ruthenien als Teil der Adelsrepublik Polen. Der Ortsname wurde im 16. Jahrhundert nach dem polnischen Adelsgeschlecht Strusiowie in Strusów geändert. Von 1772 bis 1918 gehörte er, mit Unterbrechung zwischen 1810 und 1815, als er als Teil des Tarnopoler Kreises an Russland abgetreten werden musste, unter seinem polnischen Namen Strusów zum österreichischen Galizien.
Im November 1918 wurde die Stadt Teil Westukrainische Volksrepublik (WUVR). Im Juli 1919 auf Polnisch-Ukrainischer Krieg besetzte Polen auch die letzten Teile der Westukrainischen Volksrepublik. Am 21. November 1919 sprach der Hohe Rat der Pariser Friedenskonferenz Ostgalizien für eine Zeitdauer von 25 Jahren Polen zu.
Nach dem Ende des Ersten Weltkrieges kam der Ort zu Polen (in die Woiwodschaft Tarnopol, Powiat Trembowla, Gmina Strusów), wurde im Zweiten Weltkrieg ab September 1939 von der Sowjetunion und dann ab Sommer 1941 bis 1944 von Deutschland besetzt, hier wurde der Ort in den Distrikt Galizien eingegliedert. Während der Sowjetischen Besetzung Ostpolens wurde der Ort im Januar 1940 zur Rajonshauptstadt des Rajons Strussiw. Der Rajon bestand dann mit Unterbrechung während der deutschen Besatzung bis 1959, als er in den Rajon Terebowlja integriert wurde.
Nach dem Ende des Krieges wurde der Ort der Sowjetunion zugeschlagen, dort kam das Dorf zur Ukrainischen SSR und ist seit 1991 ein Teil der heutigen Ukraine.

## Verwaltungsgliederung
Am 12. Juni 2020 wurde das Dorf ein Teil der Siedlungsgemeinde Mykulynzi im Rajon Terebowlja, bis dahin bildete es zusammen mit den Dörfern Bernadiwka (Бернадівка), Naluschschja (Налужжя) und Warwarynzi (Варваринці) die Landsratsgemeinde Strussiw (Струсівська сільська рада/Strussiwska silska rada) im Zentrum des Rajons Terebowlja.
Am 17. Juli 2020 wurde der Ort Teil des Rajons Ternopil.